# Односи Србије и Казахстана
Односи Србије и Казахстана су инострани односи Републике Србије и Републике Казахстана.

## Билатерални односи
Званични дипломатски односи су успостављени 1996. године.

### Политички односи
Председник Томислав Николић је у фебруару 2013. одликовао Ордeном Републике Србије на ленти председника Н.Назарбајева за заслуге у развијању и учвршћивању мирољубиве сарадње и пријатељских односа између Србије и Казахстана.
Председник Србије Томислав Николић ми боравио је у званичној посети Казахстану 27-29. августа 2015.
Председник Казахстана Нурсултан Назарбајев је посетио Србију 23-25. августа 2016. и том приликом одликовао је председника Србије Томислава Николића Орденом пријатељства. Током посете обављена је церемонија откривања бисте казашком песнику и филозофу Жамбилу Жабајеву на Новом Београду.
Председник Владе Александар Вучић боравио је у званичној посети Казахстану, 14-16. новембра 2016. Приликом посете је присуствовао отворању улице Николе Тесле у Астани.
Председник Србије Александар Вучић допутовао је у посету Астани 8. јуна 2017, где је учествовао на отварању међународне специјализоване изложбе "Астана експо – 2017". Србија учествује на међународној изложби EXPO 2017. у Астани (Светској изложби на којој учествује више од 100 земаља и међународних организација).
Председник Казахстана Касим Жомарт Токајев је боравио у Србији 18. и 19. новембра 2024.

#### Косово и Метохија
Казахстан подржава принципијални став Србије у вези са проблемом Косова и Метохије.
Казахстан је гласао против пријема Косова у УНЕСКО 2015.

## Економски односи
Прво заседање Међувладине комисије за трговинско-економску сарадњу одржано је 22-23. августа 2016. у Београду.
- У 2020. робна размена је износила 113,8 милиона УСД (извоз Србије 11.310.000 УСД, а увоз 102.490.000 УСД).
- У 2019. робна размена је износила 16,9 милиона УСД (извоз Србије 13.000.000 УСД, а увоз 3.955.743 УСД).
- У 2018. робна размена била је укупно 20,5 милиона УСД (извоз из Србије 15.000.000 УСД, а увоз 5.558.521 УСД).[7][8]

## Дипломатски представници

#### У Београду
- Мади Атамуклов, амбасадор, 2021—
- Гавит Сиздикбеков, амбасадор, 2019—2021.

#### У Астани
- Владимир Јововић, амбасадор, 2021 -
- Владан Матић, амбасадор, 2017 – 2021.
- Владимир Мирковић, амбасадор, 2012 – 2017.
- Бранислав Радојчић, отправник послова, 2011 – 2012.